# همام إبراهيم
همام إبراهيم (5 أغسطس 1981-) مغني عراقي حصل على لقب ستار كلوب عام 2004 كما شارك في برنامج أراب آيدول (الموسم 4) عام 2016

## حياته
ولد في العاصمة بغداد ينحدر من عائلة فنية فأبوه فنان تشكيلي وهو إبراهيم الجبوري وأمه المخرجة التلفزيونية خيرية عبود بدايته انطلقت منذ طفولته حيث كان شغوفا بالغناء وبالعزف على آلة العود. 
تلقى دعما من الفنانة وداد الأورفلي، والموسيقار سالم حسين الذي تبنى موهبته
درس الموسيقى بالمعهد العالي للموسيقى، كما كان عضواً في فرقة (بابل) للتراث العراقي قبل أن ينضم لفرقة (ألف ليلة وليلة) التي كان مسؤولا عنها الموسيقار سالم حسين. وفي كلا الفرقتين مثل العراق في أكثر من مهرجان عربي وعالمي. 
مثل العراق في مهرجان الاغنية التراثية في امستردام مع الفنان القدير سالم حسين وتوالت مشاركته في مهرجانات، بابل، ومهرجان الفحيص في عمان ومهرجان العقبة الدولي، وحينما ذهب إلى لبنان عام 2000 كان له المحطة الجدية الأولى في التفكير في موضوع الاحتراف الفعلي والدخول إلى هذا المجال من بوابته الواسعة.
حاصل على شهادة البكالوريوس في السمعيات من هولندا بالإضافة إلى دبلوم إدارة أعمال ودبلوم موسيقى من جامعة بغداد

## مشواره المهني
في عام 2004 سافر إلى لبنان شارك في برنامج اكتشاف النجوم (ستار كلوب) على قناة الجديد وفاز بالمركز الأول 
وقع عقدا لمدة سنتين مع شركة روتانا للإنتاج والتوزيع الفني التي أصدرت ألبومه الأول (همام) سنة 2006.
أصدر أول أغنية مصورة بعنوان (قلبي وقلبك) وهي أغنية باللهجة العراقية وكانت انطلاقته للجمهور العراقي وأغنية (بدي قلك) الكليب الثاني له وكانت الاغنية باللهجة اللبنانية لتكون انطلاقته على الصعيد العربي 
صور أغنية (لايهمك يا وطن) وهي أغنية وطنية 
بعدها صور الاغنية التراثية (مالي شغل بالسوق) بالاشتراك مع دي جي لبناني وعرضت على القنوات العراقية والعربية، كما طرح أغنية منفردة بعنوان «ذكرني» 
وفي عام 2011 أصدر همام ألبومه الثاني بعنوان (خلي بالك)  ً
شارك مع الفنان راغب علامة في حفل مسرح اوليمبيا عام 2015 ويعتبر ثاني فنان عراقي يقف على هذا المسرح بعد كاظم الساهر
شارك في برنامج المواهب اراب ايدول في موسمه الرابع للعام 2016 ، والذي قد خدمه من الناحية الإعلامية حيث استطاع أن يــُـروج لنفسه أكثر من خلال البرنامج  وقع عقد لإدارة الأعمال والإنتاج مع شركتي المولى ودبل برودكشن تحت إدارة «سمير المولى».

## أعماله

### الألبومات[6]
| سنة الإنتاج | الألبوم   | الأغاني | المنتج            |
| ----------- | --------- | --- | ----------------- |
| 2016        | ليله ويوم | مو مني كل الصوج، ليله ويوم، لاتصدق، عليك اسال، عد وانا عد عاللياني، دواره، حمام ياللي، حجيك مطر صيف، بويه لا   | المولى برودكشن    |
| 2011        | خلي بالك  | غريب، يا عمري عادي وشو صار، مالي حظ، لو ما بعرف، ذكرني، رايح خسارة، آه بحبك، الهوى والمية، خلي بالك            | بلاتينيوم ريكوردز |
| 2006        | همام      | اتحداك، مالي بهواك، ما احب الليل، يا حبيبي متغير ليه، اهو اهو، بدي قلك شو اشتقتلك، خفة دم، قلبك وقلبي، لا تغيب | روتانا            |

### فيديو كليبات
| العام | الأغنية       | المخرج         |
| ----- | ------------- | -------------- |
| 2011  | لايهمك يا وطن | وليد ملكي      |
| 2011  | ذكرتك         | حيدر صفر       |
| 2011  | مالي حظ       | أديب المفتي    |
| 2012  | قلبي وقلبك    | وليد ناصيف     |
| 2013  | جرب غيري      | رواء جود       |
| 2014  | علمني         | سوران علي شريف |
| 2015  | توب توب       | سوران علي شريف |
| 2015  | خليني بقلبك   | روي أبي خليل   |
| 2015  | دمي عراقي     | اياد           |
| 2016  | ضميني         | ايهاب الراشد   |
| 2016  | ليتهم         | ايهاب الراشد   |
| 2016  | فراقك هم      | سوران علي شريف |
| 2016  | ما عرفتني     | سوران علي شريف |
| 2017  | ثواني         | ايهاب الراشد   |
| 2017  | من وين        | سوران علي شريف |
| 2018  | إنت الغالي    | سامر محمود     |
| 2018  | إنساني        | سامر محمود     |
| 2019  | هاي العراقية  | سفيان ناصر     |
| 2019  | قلبي جاهل     | سامر محمود     |

### أغاني منفردة
- (2023): اشتاقيتله
- (2023): لا تعليق
- (2023): ليه بتشكرني
- (2023): لا تعليق
- (2023): أخونه عريس
- (2022): أدفى بحضنك مع محمد عبد الجبار
- (2022): دقيقة وعام
- (2022): بوسني
- (2019): أفا عليك
- (2019): قلبي جاهل
- (2019): هاي العراقية
- (2018): وين الوفا
- (2018): سيدة المساء
- (2018): إنت الغالي
- (2016): على حب الله

### أغاني وطنية
- (2019): بلادي هي الجزائر وهران
- (2018): أردن النشامى
- (2018): عاش المغرب
- (2018): أنت جزائري
- (2016): حرة يا تونس
- (2017): عراقي اني